# Alexey Rybalkin
Alexey Rybalkin, né le 16 novembre 1993, est un coureur cycliste russe.

## Biographie
Alexey Rybalkin naît le 16 novembre 1993 en Russie.
En 2011, il remporte les 1re et 2e étapes du Tour d'Istrie ainsi que son classement général, la 2eb étape de la Vuelta al Besaya, et termine 2e de la Course de la Paix juniors, médaillé de bronze du championnat d'Europe du contre-la-montre juniors et 5e du championnat d'Europe sur route juniors.
En 2012, il remporte les 2e et 4e étapes du Tour de la Bidassoa, et termine 2e de la Clásica Ciudad de Torredonjimeno et de la Santikutz Klasika. Ses performances lui valent d'entrer dans l'équipe continentale russe Lokosphinx à partir du 6 juillet 2012. 
En 2014, il termine 3e du Tour de l'Avenir.
Fin 2015, il signe un contrat avec l'équipe continentale professionnelle Gazprom-RusVelo.

## Palmarès et classements mondiaux

### Palmarès sur route
- 2010
  - 3e de la Bizkaiko Itzulia
  - 3e du Circuito Cántabro Junior
- 2011
  - Tour d'Istrie :
    - Classement général
    - 1re et 2e étapes

  - 2eb étape de la Vuelta al Besaya
  - 2e de la Course de la Paix juniors
  - 2e de la Vuelta al Besaya
  -  Médaillé de bronze du championnat d'Europe du contre-la-montre juniors
  - 5e du championnat d'Europe sur route juniors
- 2012
  - Tour de la Bidassoa :
    - Classement général
    - 2e et 4e étapes

  - 2e de la Clásica Ciudad de Torredonjimeno
  - 2e de la Santikutz Klasika
- 2014
  - 3e du Tour de l'Avenir
- 2018
  - 2e du Sibiu Cycling Tour

### Résultats sur les grands tours

#### Tour d'Italie
1 participation 
- 2016 : 106e

### Classements mondiaux
| Année           | 2014 |
| --------------- | ---- |
| UCI Europe Tour | 216e |